# Philotrypesis caricae
Philotrypesis caricae är en stekelart som först beskrevs av Carl von Linné 1762.  Philotrypesis caricae ingår i släktet Philotrypesis och familjen fikonsteklar. Inga underarter finns listade i Catalogue of Life.